# Halački jezik
Halački jezik (haladž, khalaj; ISO 639-3: klj) turkijski je jezik kojim govore pripadnici plemena Haladž u Iranu sjeveroistočno od grada Arāka. Genealoški je izoliran kao jedini živući predstavnik arguske skupine turkijskih jezika.
Ima između 19 000 i 20 000 govornika, Mnogi također govore zapadnim novoperzijskim.

## Povijest
Govornici halačkog jezika naseljavaju se otprilike 250 km jugozapadno od Teherana. U 1960-ima i 1970-ima njihovo naselje, ponekad zvano Ḵalajestān, obuhvaćalo je 47 sela. Broj govornika hjalačkog u to je vrijeme iznosio oko 20 000 ljudi. Ne postoje konkretni podaci o njihovoj trenutnoj situaciji. Sredinom 1990-ih Gerhard Doerfer pretpostavio je široku perzijanizaciju ove skupine, a takav je proces bio prepoznatljiv već tri desetljeća ranije (Doerfer, 1997b, str. 52).
Podrijetlo plemena Haladž je kontroverzno. Arapski geografi spominju ih već u 9. i 10. stoljeću, a ubrajaju se među turske stepske narode Srednje Azije. Teško je identificirati jesu li Haladži spomenuti u tim izvještajima identični sa sadašnjim narodom istog imena. Ponekad su također smatrani potomcima Heftalita, ili potomcima poturčenih Iranaca, ili točno Sakasa. Prema arapskom geografu Ebn Ḵordāḏbehu, njihovo najranije poznato naselje nalazilo se u regiji Talas iza rijeke Syr Darya (Bosworth, str. 917). Na temelju zapisa drugog arapskog geografa, Moḥammad b. Najib Bakrān, u 13. stoljeću Haladži su se preselili iz područja Qarluqa, gdje su bili uključeni u sukobe s Ghuridima, u Zābolestānu. Tijekom mongolskih osvajanja, dijelovi plemena Haladž migrirali su na zapad. Moḥammad b. Najib Bakrān već je spomenuo halačka naselja u Horasanu u 13. stoljeću (Bosworth, str. 917). Sjećanje na ovo nekadašnje prisustvo Haladža još uvijek se čuva u obliku nekoliko toponima. U Kermānu i Fārsu, kaže se da prisutnost Haladža datira iz kasnog seldžučkog razdoblja (kraj 12. stoljeća).
Prve podatke o halačkom jeziku dao je Vladimir Minorsky (1940-42, str. 417-37). Objavio je tri teksta i povezao ih s jezikom Haladža. Međutim, samo je jedan od tih tekstova bio stvarno povezan s halačkim. Osim toga, Minorsky nije primijetio da se suočava s neovisnim turskim jezikom ili skupinom jezika. Nakon Minorskog, neke podatke o jeziku haladž dao je iranski učenjak Moḥammad Moqaddam, koji je nekoliko godina prikupljao materijale za dijalekte regije Āštiān (Moqaddam, 1940.). Kasnije je istraživanje jezika haladž proveo Gerhard Doerfer, jer su on i njegovi suradnici "ponovno otkrili" ovaj jezik (ili jezičnu skupinu) tijekom turkoloških ekspedicija u Iran koje je poduzeo Odsjek za turkologiju Sveučilišta Georg-August u Göttingenu. 1968., 1969. i 1973. godine (Doerfer, 1974; Idem, 1981). Oni su osigurali bogate materijale, uključujući snimanje halačkog vokabulara od oko 60 000 unosa. Kao rezultat daljnjeg opsežnog istraživanja nastala je gramatika (Doerfer, 1988a), rječnik od oko 4000 lema (Doerfer et. al., 1980), te zbirka folklornih tekstova, kao i brojna “manja” djela, sastavljena su za jezik haladž (Doerfer, 1994).
Jedan od zaključaka u gore navedenim studijama bio je da jezik haladž, koji je podijeljen na nekoliko dijalekata, čini nezavisnu skupinu turskih jezika. Iako dijalektalne razlike nisu znatne, sveukupno otkrivaju značajnu i široku diverziju. Jezik pokazuje brojne arhaizme, i to je ono što njegovo otkriće čini važnim za proučavanje turskih jezika, jer se inače takvi arhaizmi mogu uočiti samo u staroturskim ili dalekim turkijskim jezicima, poput jakutskog ili čuvaškog. Oni uključuju sačuvano -d- (Khalaj hadāḳ, staroturski adaḳ 'noga' [u staroturskom tekstu napisanom tibetanskim pismom ha-dag] suprotno osmansko-turskom ayaku; Doerfer, 1989., str. 108), sačuvano starotursko t- (npr. Khalaj tāγqa, oguski d-, Doerfer, 1989., str. 108), sačuvano buduće vrijeme -G- (npr. Khalaj -GA; u oguskom -G- je izostavljeno, -A se koristi za optativ; Doerfer, 1989., str. 109). Hipoteza o “sačuvane tri prototurske kvantitete samoglasnika”, koju je navodno pronašao Doerfer (Doerfer et al., 1971., str. 183-265), pokazala se neutemeljenom.
Osim ovih arhaizama, jezik haladž posjeduje elemente posuđene iz različitih jezika s kojima je bio u kontaktu. Može se pronaći opsežan vokabular posuđen iz perzijskog, poput Khalaj ku’štī tut- ‘hrvati se’ < perz. košti (Doerfer i Tezcan, str. 156); Khalaj lāla ‘tulipan’ < perz. lāla (Idem, str. 157); Khalaj mäsγärä ‘šala’ < perz./ar. masḵara (Idem, str. 161); Khalaj mättä ‘svrdlo’ < perz. matta (Idem, str. 161). Nadalje, jezik haladž pokazuje brojne posuđenice iz oguskog (npr. Khalaj göčü 'koza,' turkijski keçi, azerski keči, turkmenski gäči, itd.; halački toqmāq 'čekić', turkijski tokmak, azerski .toxmaġ, turkmenski toqmaq itd.; Doerfer, 1979-80, str. 196) i Tati (npr. halački de·lav ~ dīlōp ~ dōlāv, itd. 'niša u zidu' < Tati dōlāb; halački summul ~ simbil ~ simmil 'klas (žito)' < Tati sumbul; Doerfer, 1990., str. 66).

## Vanjske poveznice
- Ethnologue (14th)
- Ethnologue (15th)
- Ethnologue (26th), 2023